# 8343 Tugendhat
8343 Tugendhat este un asteroid din centura principală de asteroizi.

## Descriere
8343 Tugendhat este un asteroid din centura principală de asteroizi. A fost descoperit pe 4 octombrie 1986 la Observatorul Kleť de Antonín Mrkos. Asteroidul prezintă o orbită caracterizată de o semiaxă mare de 2,84 ua, o excentricitate de 0,07 și o înclinație de 1,9° în raport cu ecliptica.